# Groovy Aardvark
Groovy Aardvark est un groupe de Rock Alternatif, originaire de Longueuil, au Québec. Le groupe s'est formé en 1986, il s'est séparé en 2005 et a repris en 2011. Groovy Aardvark a eu de nombreux membres depuis le début de son existence. Ils chantent en anglais et en français,. Ils sont nommés quatre fois au gala de l'ADISQ et quatre fois au gala des MIMI's (Montreal Independant Music Industry).

## Biographie

### Débuts et succès (1986–2005)
Le groupe, initialement appelé Schizophrenic Muff Divers, était composé de cinq étudiants du cégep Edouard-Montpetit, originaires de Longueuil, au Québec. Les membres sont Vincent et Danny Peake, Stéphane Vigeant, Eric Lajambe et Marc-André Thibert. En 1987, soit un an plus tard, le groupe change son nom pour Groovy Aardvark.
Ils enregistrent trois démos cassettes audio — One Fine Day (1987), Promo Démo (1989) et The Late Race to Zero (1991) — avant la sortie d'un tout premier album studio, intitulé Eater's Digest, en 1994. Bien que les membres parlent nativement français, la majeure partie des chansons de l'album sont en anglais. Après cette première sortie, le groupe tourne deux mois au Québec.
En 1996, le groupe publie son deuxième album studio, Vacuum. Le groupe connait le succès grâce à cet album qui contient notamment le hit radio Dérangeant, la reprise de Le petit bonheur de Félix Leclerc ainsi que Boisson d'avril, avec Yves Lambert et Michel Bordeleau de La Bottine Souriante. Oryctérope, leur troisième album studio, publié en 1998, est un album francophone (sauf une chanson), ce qui est une première pour Groovy. En 1999, le groupe sort la compilation live Exit Stage Dive au label MPV/Musicor. Par la suite, le groupe entre en pause.
Le groupe revient en 2000 avec la sortie d'un quatrième opus, Fast Times at Longueuil High,. Le guitariste et parolier Martin Dupuis explique qu'« entre le changement de guitariste, l’enregistrement du live et de Fast Times, on n’a pas trop eu le temps de se retrouver et d’écrire de nouvelles chansons. Il y a d’autres raisons aussi, mais je ne m’étendrai pas là-dessus. » Fast Times at Longueuil High comprend des réenregistrements de leurs trois premières démos,.
Près de deux ans après la sortie de leur dernier album, Groovy Aardvark publie Masothérapie, en 2002. Cette même année, le groupe publie son tout premier DVD intitulé Aasphalte, meusique et crucifixion!, qui comprend 14 clips pour 120 minutes. Le groupe fait un spectacle final le 6 août 2005, lors des FrancoFolies de Montréal, mais continue tout de même à donner quelques spectacles après cette date importante. 
Après la dissolution de la formation, Vincent Peake jouera dans plusieurs groupes dont Floating Widget, Sabbath Café, Karmadoza, Galaxie 500, Aut'Chose et Grimskunk en plus de s'être lancé dans la production d'albums de groupes de rock alternatif québécois. De leur côté, Martin Dupuis et François Legendre jouent dans Lumberjack et ce dernier joue dans Karmadoza et Paranoland. Peake expliquera par ailleurs qu'après la séparation du groupe « nous ne nous sommes pas vraiment fréquentés pendant cinq ans. »

### Réunions (depuis 2011)
Après plusieurs années d'inactivité, le groupe se réunit occasionnellement pour des concerts. Le 9 juin 2012, le groupe donne un spectacle aux FrancoFolies de Montréal devant plus de 30 000 spectateurs venus spécialement pour l'occasion, pour souligner ce qui aurait été leur 25e anniversaire. Le chanteur déclare qu'il pourrait y avoir d'autres spectacles à venir en 2013.
En 2016, le groupe fête sa trentième année d'existence aux FrancoFolies de Montreal. Du 22 au 25 juin 2017, le groupe participe au Montebello Rockfest.
Le 15 septembre 2023,le groupe se produit à la 26eme édition du festival envol et macadam à Québec et interprète de nombreux succès.

## Membres

### Membres actuels
- Vincent Peake - voix, basse, guitare acoustique, percussions (1986-2005, depuis 2011)
- Martin Dupuis - voix, guitare (1993-2005, depuis 2011)
- Pierre Koch - voix, batterie, séquenceur (1996-2005, depuis 2011)
- François Legendre - guitare (2002-2005, depuis 2011)

### Anciens membres
- Louis Bélanger - percussions (1991-1994)
- Denis Lepage - guitare (1999-2002)
- Danny Peake - batterie (1986-1996)
- Martin Pelletier - guitare (1992-1993)
- Marc-André Thibert - guitare, clavier, clavinet (1986-1999)
- Stéphane Vigeant - guitare (1986-1991)
- Éric Lajambe - voix (1986)

## Discographie

### Albums studio
- 1994 : Eater's Digest
- 1996 : Vacuum
- 1998 : Oryctérope
- 2000 : Fast Times at Longueuil High
- 2002 : Masothérapie
- 2005 : Sévices rendus

### Autres
- 1987 : One Fine Day (démo)
- 1989 : Promo Démo (démo)
- 1989 : Kitsch'en Squatt (compilation)
- 1991 : The Late Race to Zero (démo)
- 1999 : Exit Stage Dive (compilation live)
- 2002 : Aasphalte, meusique et crucifixion!